# Tortilla de maíz

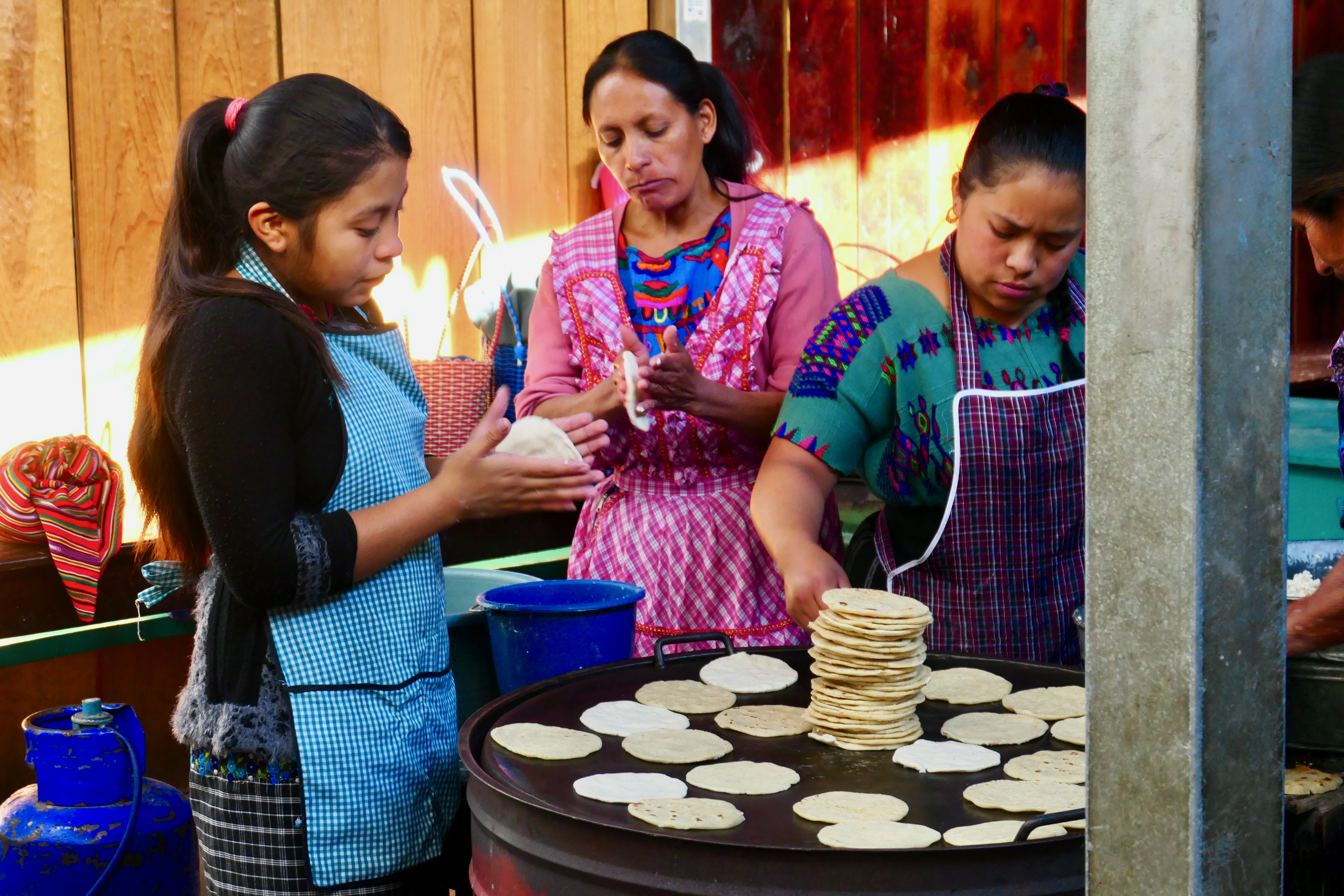
Mujeres haciendo tortillas en Chichicastenango, Guatemala.

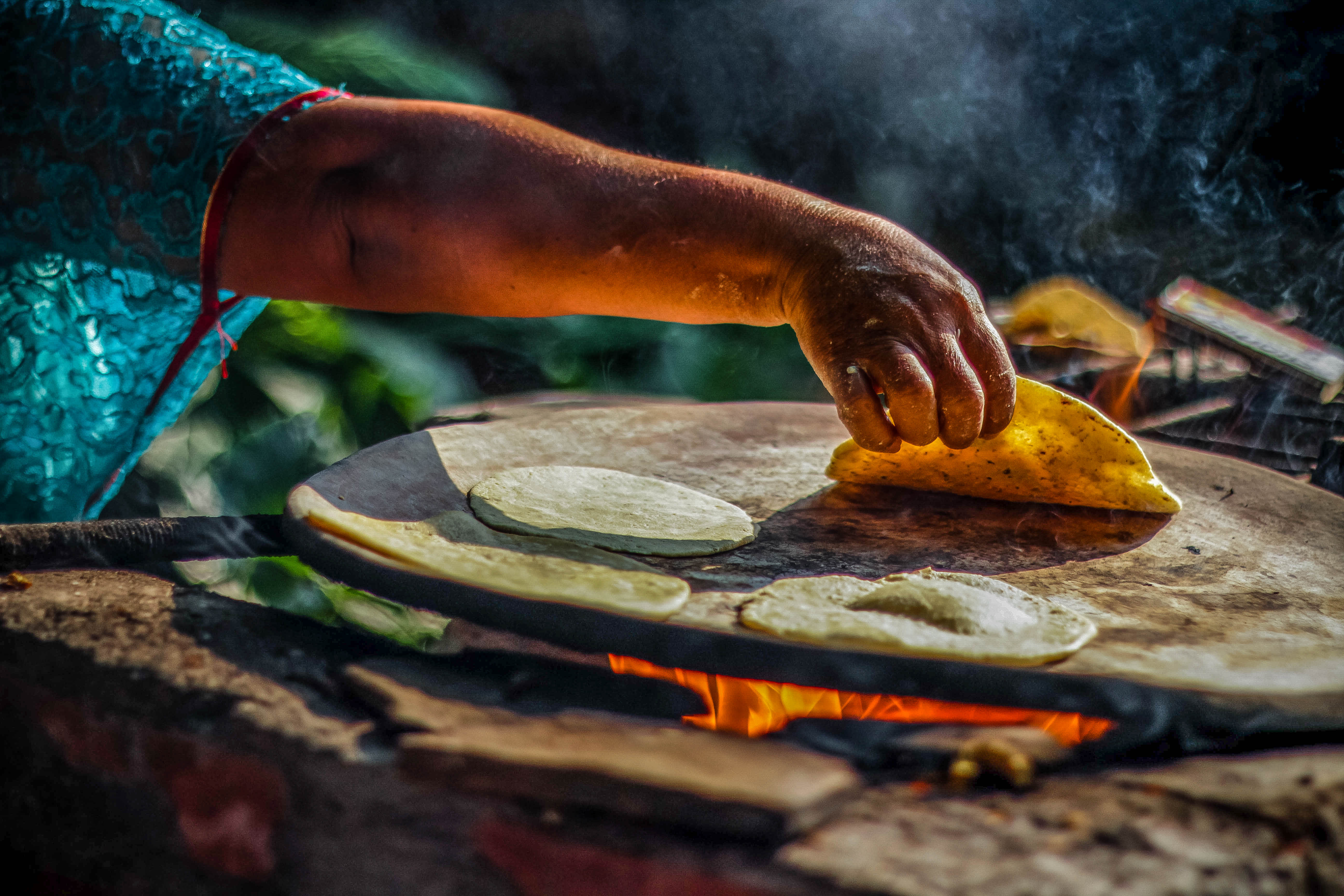
Tortillas en un comal en Guerrero, México.

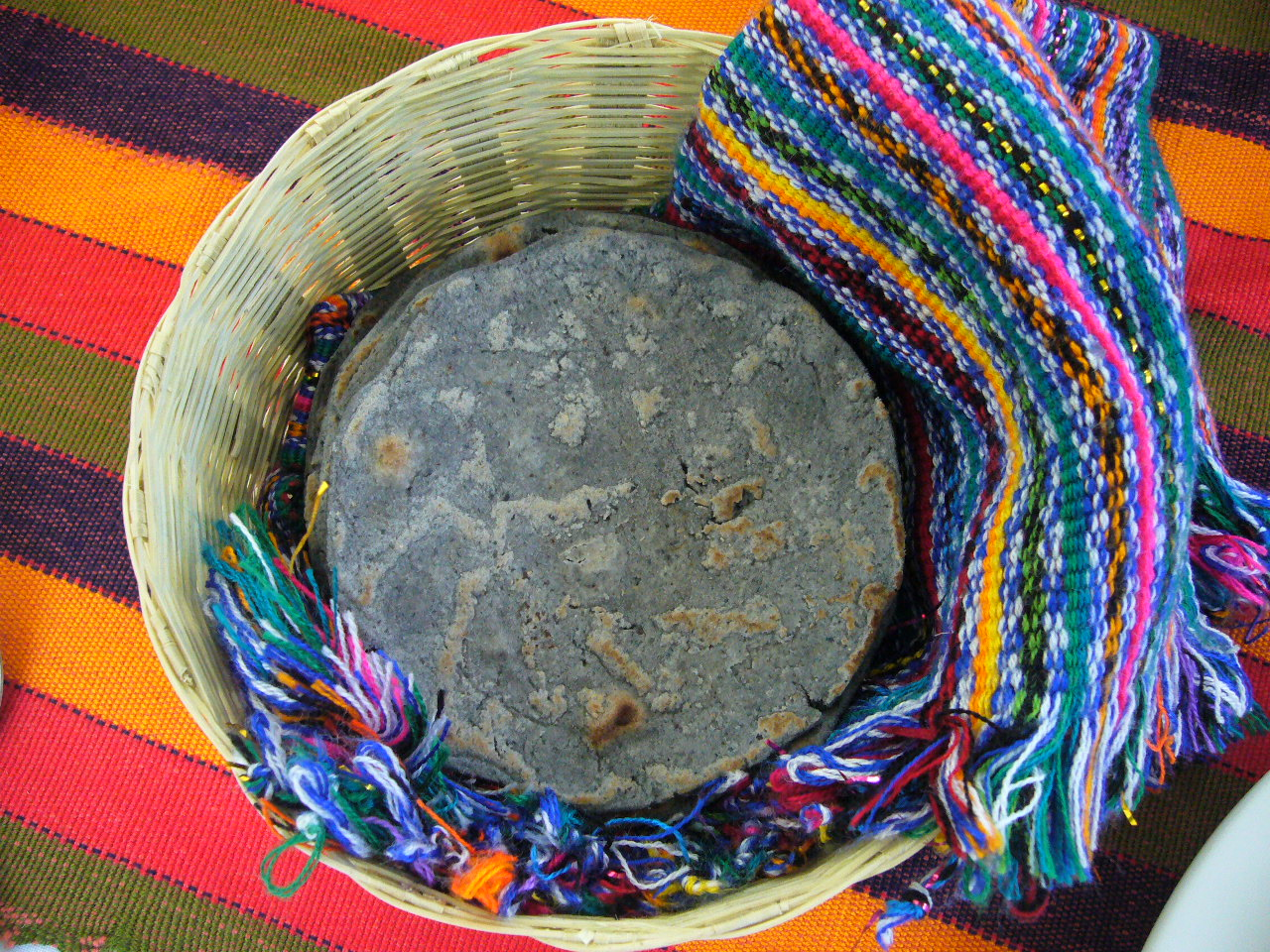
Tortillas de maíz azul.

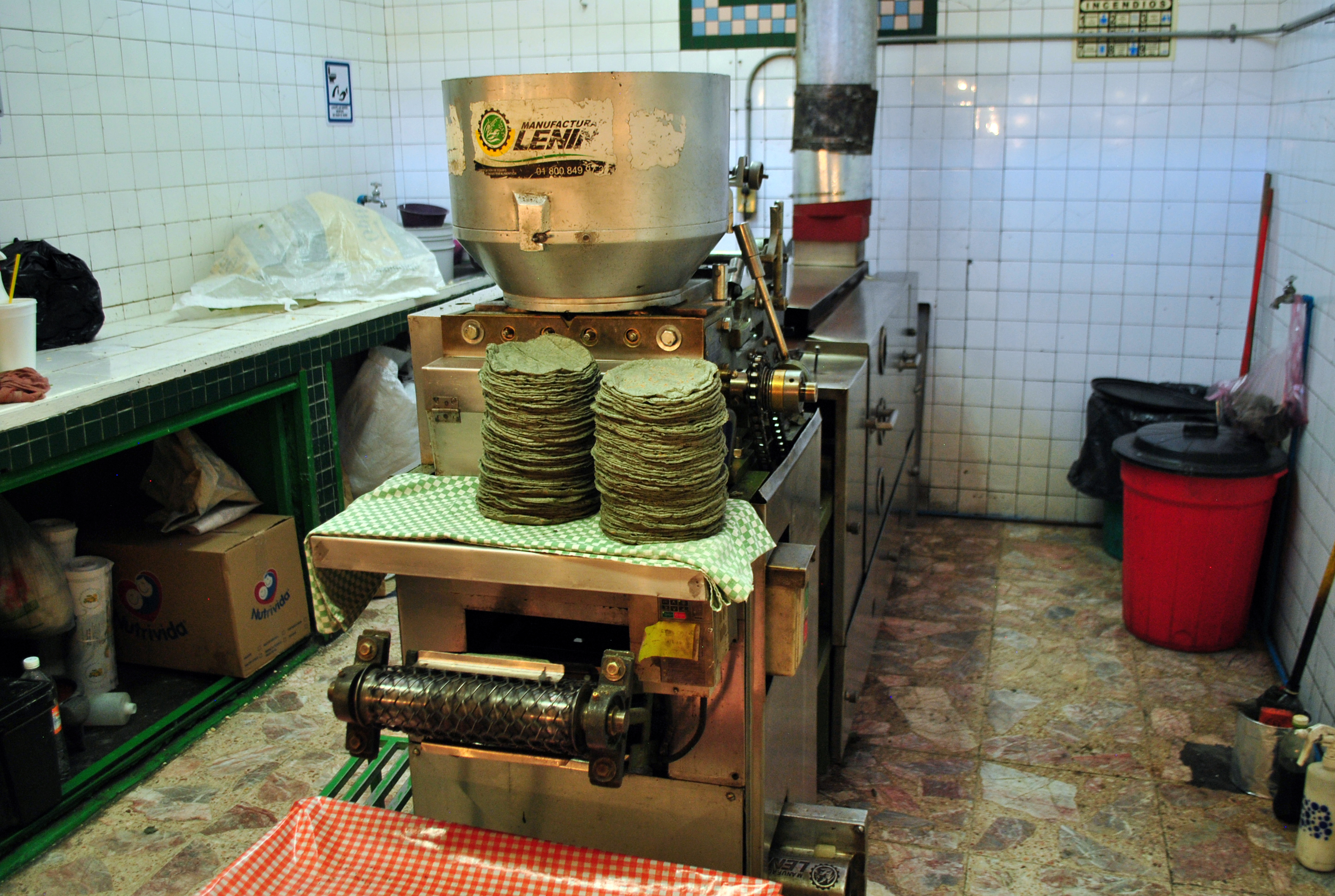
Tortilladora en la Ciudad de México.

Una tortilla de maíz es un tipo de pan plano elaborado con masa de maíz nixtamalizado y cocida en un comal. Es una preparación de origen mesoamericano que forma parte de la dieta diaria de Belice, Costa Rica, El Salvador, Guatemala, Honduras, México y Nicaragua. Se consumen como fuente de carbohidratos para acompañar platillos. Las tortillas varían en grosor, circunferencia y tipo de maíz (rojo, amarillo, blanco, maíz nuevo). 
Las tortillas también son la base de algunas preparaciones como los tacos, las enchiladas, los chilaquiles, las quesadillas, las tostadas, sopa de tortilla, etc.

## Etimología
La palabra tortilla tiene su origen en la palabra medieval utilizada para designar al rghaif, un pan plano muy popular en Al-Ándalus y los reinos musulmanes de la península ibérica que dio origen a las tortillas de harina de trigo. Cuando los españoles llegaron a América nombraron a los panes planos de Mesoamérica con la palabra que ellos usaban para el pan plano musulmán.

## Las tortillas en la gastronomía

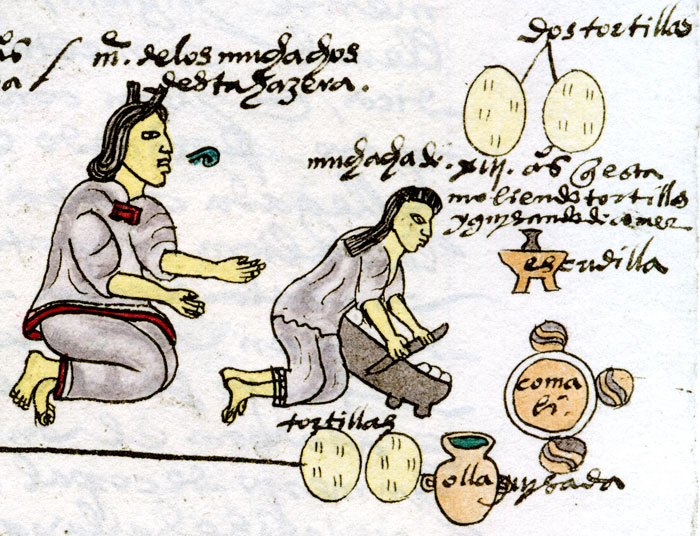
Mujer mexica y su hija preparando tortillas (Códice Mendoza).

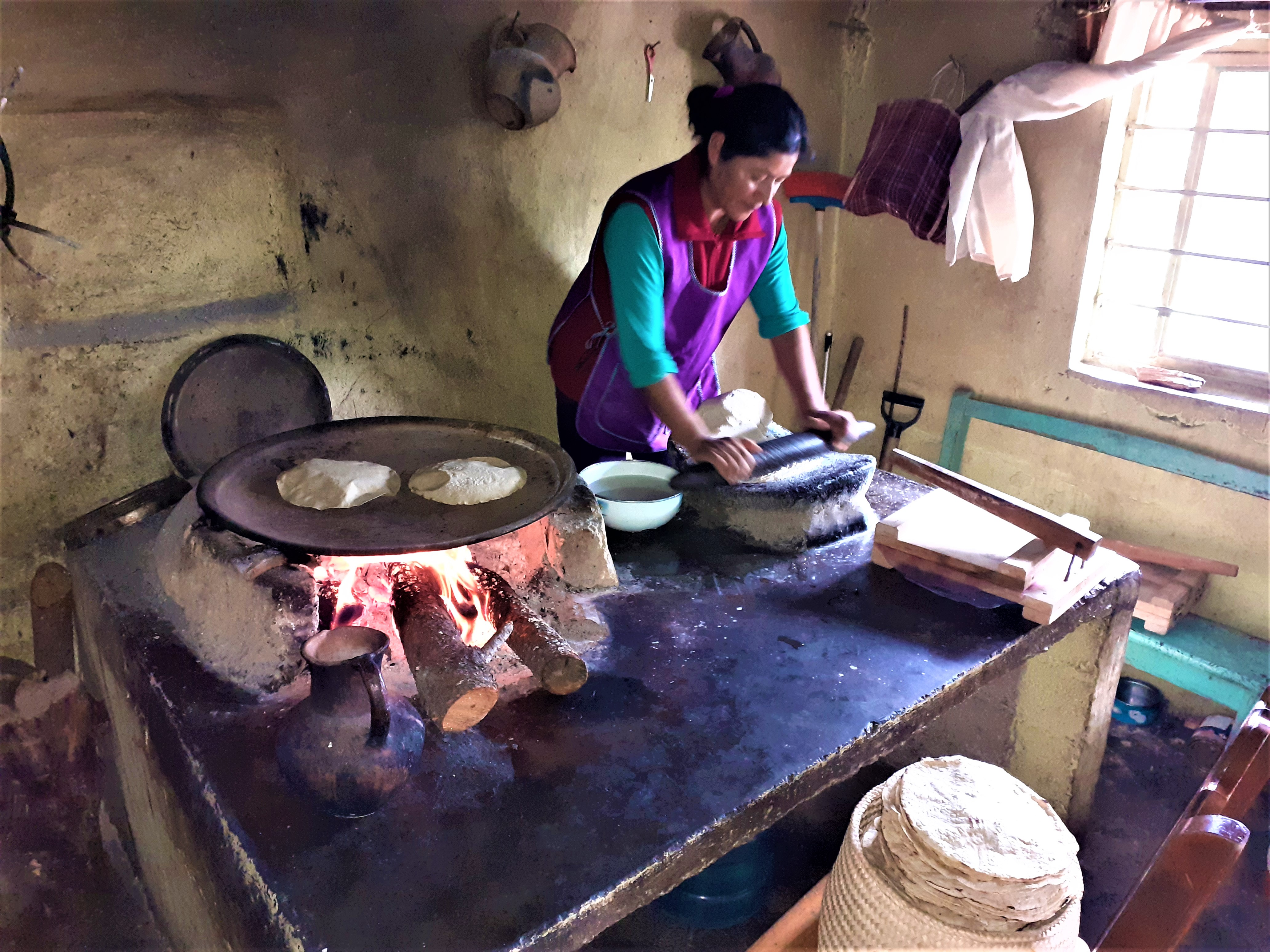
Isabel Nicolás, mujer ñuu savi (mixteca) haciendo shita (tortillas de maíz en mixteco) utilizando un yooso (metate en mixteco) y un jiiyo (comal en mixteco) de barro sobre su fogón de leña. San Juan Achiutla, Oaxaca, México, 2020.

Las tortillas de maíz son especialmente importantes en la gastronomía mesoamericana, con ellas se preparan los tacos, tacos dorados, flautas, quesadillas, enchiladas, chilaquiles, totopos, mulitas, entomatadas o  enmoladas. Se consumen en América Central y México, en Centroamérica especialmente en Guatemala donde la tortilla de maíz forma parte de la alimentación diaria ya que se consumen en cada tiempo de comida junto con el platillo que se va a degustar, así mismo en El Salvador, Nicaragua, Costa Rica y Honduras.
También en estos países se confeccionan tortillas de harina de trigo.
La importancia de la tortilla en México y Centroamérica es tal, que ha sido empleada en la dieta diaria desde épocas muy remotas en diversos pueblos de la región (i.e. 500 a. C. en Oaxaca), siendo parte de la cultura de muchos de los pueblos originarios de América y trascendiendo su consumo en muchos casos a la actualidad. En España desde la antigüedad se utiliza la palabra tortilla en la gastronomía y, con la colonización, dicho nombre empezó a usarse en América para las preparaciones de similares características geométricas.
La tortilla puede ser definida como un pan plano, aplastado, flaco, redondo y hecho de maíz. Se prepara a base de maíz nixtamalizado; a continuación se indica el proceso el cual los granos de maíz se cuecen en agua hirviendo con una base de cal. El proceso hace que el maíz tome una consistencia suave para su fácil digestión y su posterior proceso convertirá los granos en una masa o pasta uniforme y de color blanco amarillento con la cual se prepararán las tortillas. Las tortillas no solo se pueden fabricar con maíz nixtamalizado, sino también con harina de maíz, harina de trigo, harina de trigo integral, harina de maíz violeta.
Una tortilla en Costa Rica, Honduras y México se prepara tomando una bola de masa de unos pocos gramos y aplastándola dándole forma circular a manera de torta o disco plano de alrededor de dos milímetros de grosor y de 15 centímetros de diámetro, quedando después de asada de 21 gramos aproximadamente. En El Salvador se prepara de la misma manera, sin embargo la tortilla es alrededor de 1 centímetro de grosor y más o menos 14 centímetros de diámetro. Para el proceso se usan ambas manos y un rodillo o modernas tortilladoras que obtienen la forma adecuada de la tortilla previa a la cocción. 
En Guatemala se hace de la misma manera pero se hace con las manos, las personas que las pueden preparar han obtenido una agilidad para realizarlas en menos de un minuto, cuando se preparan se tiene un sonido característico (como que estuvieran aplaudiendo), luego se colocan en un comal, ya sea de barro o metal que se calientan a base de leña o gas, hasta que se cocinan y agarran consistencia, el grosor varía de acuerdo a quien la haga.
Para las tortillas elaboradas en Panamá, véase Tortilla (Panamá).
La tortilla se cuece luego sobre una superficie plana caliente, generalmente una plancha calentada por la llama producida por gas o, a la manera tradicional, con leña o carbón. La plancha utilizada para cocinar las tortillas se llama comal en México y Centroamérica. Se observa que la masa de la tortilla se caliente y se voltea de dos a tres veces para que la tortilla tome su consistencia característica. Una buena cocción hará que la tortilla se infle debido a la evaporación del agua contenida en la masa, como pasaría con el pan, creando una membrana de cada lado de la tortilla, siendo más notorio en la tortilla tradicional este efecto.
Las tortillas, una vez que van saliendo del comal, tradicionalmente se colocan dentro de una canasta fabricada de fibras secas del tallo de la planta del maíz conocida como chiquihuite y se recubren con una pequeña manta de tela bordada para conservar su calor conocida como servilleta.
Las tortillas se comen calientes, siempre envolverán otro alimento, como carnes, huevo, y diversas comidas que por lo general son saladas, salvo en el caso del mole dulce y otras entradas fuertes de la comida, pues es un complemento forzoso de la comida principal del día.
Existen preparaciones hervidas en aceite de cártamo o manteca de puerco, bajo la cual la tortilla se endurece adquiriendo la denominación de tostada, las tostadas son separadas del aceite en coladeras de metal, ya secas pueden prepararse con distintos tipos de aderezos y otros alimentos salados.
En la cocina mexicana son populares las tortillas de maíz blanco, de maíz azul o violeta, siendo las de maíz amarillo las más populares. En Oaxaca, se hacen las tlayudas, tortillas de diámetro más grande y de textura un tanto distinta.
De hecho, el diámetro de la tortilla, chico, mediano o grande, puede ser un factor que le da cualidades a ciertas comidas y particularmente a los tacos; por ejemplo, las tortillas de diámetro pequeño se emplean exclusivamente en la preparación de tacos y esta se puede empapar y freír en aceite. Es común que las tortillas de diámetro chico sean acompañadas de una segunda tortilla para hacer un taco de doble tortilla. El punto de cocción de la tortilla también es importante, pues si se cuecen regularmente y después se cortan en cuadros y se fríen en aceite, se convertirán en totopos. Hay muchas diferentes formas de engalanar la tortilla, ya que esta es un pilar en la cultura de muchos países latinoamericanos.

### Historia

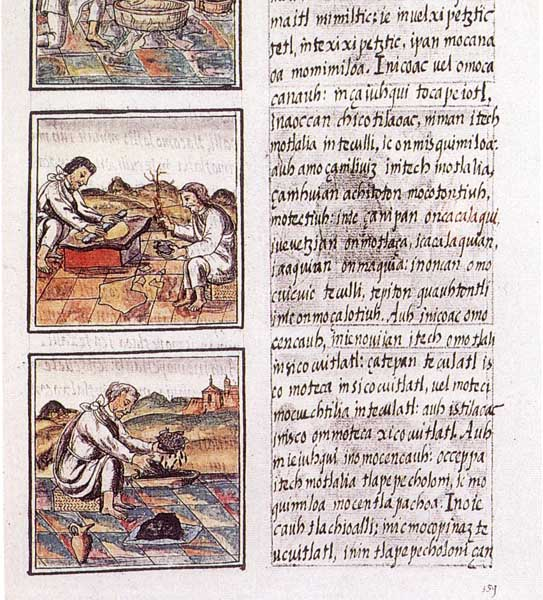
Elaboración de tortillas de maíz. Códice Florentino

El origen de la tortilla en Mesoamérica se remonta antes del año 500 a. C. Por ejemplo, en la región de Oaxaca se tienen evidencias de que la tortilla empezó a utilizarse al final de la Etapa de Villas (1500 a 500 a. C.), se sabe esto porque las planchas de arcilla utilizadas para su cocimiento aparecieron en ese entonces. Las civilizaciones precolombinas de Mesoamérica usaban el maíz como su alimento base al igual que la sociedad moderna de esta misma región.
Las primeras crónicas de Indias, describen a la tortilla mesoamericana como pan de maíz, incluso la primera traducción al español en la crónica de Francisco López de Gómara del nombre de la ciudad de "Tlaxcala" fue usada como: .."Tlaxcallan, quiere decir pan cocido o casa de pan; pues se coge allí más centli que por los alrededores"... Actualmente la toponimia de Tlaxcala se deriva del náhuatl: tlaxcalli tlán: lugar de tortilla.
Años más tarde, fray Bernardino de Sahagún, describe en su Historia general de las cosas de la Nueva España, algunas variantes con su nombre náhuatl:

- Las tortillas que cada día comían los señores se llamaban totonqui tlaxcalli tlacuelpacholli, quiere decir tortillas blancas y calientes, y dobladas, compuestas en un chiquíhuitl, y cubiertas con un paño blanco.
- Cada día comían también otras tortillas que se llamaban ueitlaxcalli, quiere decir tortillas grandes; éstas eran muy blancas y muy delgadas, y anchas y muy blandas.
- Comían también otras tortillas que llamaban quauhtlaqualli; son muy blancas, gruesas, grandes y ásperas;
- Comían otra variedad de tortillas que eran blancas, y otras algo pardillas, de muy buen comer, que llamaban tlaxcalpacholli;
- También comían unos panecillos no redondos, sino largos, que llaman tlaxcalmimilli; son rollizos y blancos y de una longitud de un palmo o poco menos (De acuerdo al DRAE, "memela" procede del náhuatl "mimilli").
- Otra manera de tortillas eran las que llamaban tlacepoalli ilaxcalli, que eran  ahojaldradas, eran de delicado comer. De las comidas que usaban los señores.

Como puede observarse en la obra citada de Sahagún, poco tiempo después de la conquista de México, ya se había normalizado en el idioma español el uso de la palabra tortilla. Sin embargo cada cultura en su respectivo idioma, llamaba y sigue llamando a este alimento de maíz de forma diferente:
| Idioma   | Nombre     |
| -------- | ---------- |
| Español  | tortilla   |
| Náhuatl  | tlaxcalli  |
| Maya     | waaj       |
| Totonaco | chaw       |
| Mixteco  | ndíta      |
| Zapoteco | eta, gueta |
| Otomí    | hme        |
| Rarámuri | remeke     |
| triqui   | cha'a      |

La tortilla, especialmente la de harina, ha sido parte de la dieta de astronautas preparada especialmente para misiones espaciales, pues ha sido preferida sobre el pan tostado por la cantidad de migajas que este último produciría y dejaría flotar en el espacio interior de la nave, además del hecho de que el Centro Espacial Lyndon B. Johnson se encuentra en Texas, cuya gastronomía se encuentra bastante influenciada por la cocina Mexicana.

## Mercado de insumos para la producción de tortillas de maíz en México
Según informes de la Secretaría de Economía y el Consejo Regulador de la Masa el consumo de tortilla en 2014 estaría entre 7.3 y 9.4 millones de toneladas, lo cual indica un promedio de 8.4 millones de toneladas de tortillas de maíz, cifras actualizadas de acuerdo a la población estimada para 2013.
Los informes señalan que la tortilla en México sigue siendo elaborada principalmente con masa de maíz nixtamalizado al representar un 65%, frente a un 35% de la harina de maíz que está fragmentada de la siguiente manera: 25% por Maseca, 8% por Minsa, 1% por Harimasa, 0.50% por Cargill, 0.40% Macsa y 0.20% por Blancas.
| Nixtamal | 65 %   |
| Maseca   | 25 %   |
| Minsa    | 8 %    |
| Harimasa | 1 %    |
| Cargill  | 0.50 % |
| Macsa    | 0.40%  |
| Blancas  | 0.20 % |

### Cadena maíz-harina, maíz-tortilla
| Insumo | Producto Elaborado                       | Producto Elaborado |
| ------ | ---------------------------------------- | ------------------ |
| Maíz   | Harina de maíz                           | Masa de nixtamal   |
| 1 kg   | 0,938 kg de harina de maíz nixtamalizado |                    |
| 1 kg   | 2,14 kg de masa                          | 1,8 kg de masa     |
| 1 kg   | 1,56 kg de tortilla                      | 1,4 kg de tortilla |

Existen estudios que señalan que es más eficiente la cadena maíz-harina que maíz-tortilla, donde por cada kilogramo de maíz se produce 1.560 kg de tortilla y el proceso maíz nixtamalizado-masa tortilla produce 1400 kg de tortilla por cada kilo de maíz utilizado.

### Técnicas para la elaboración de tortillas

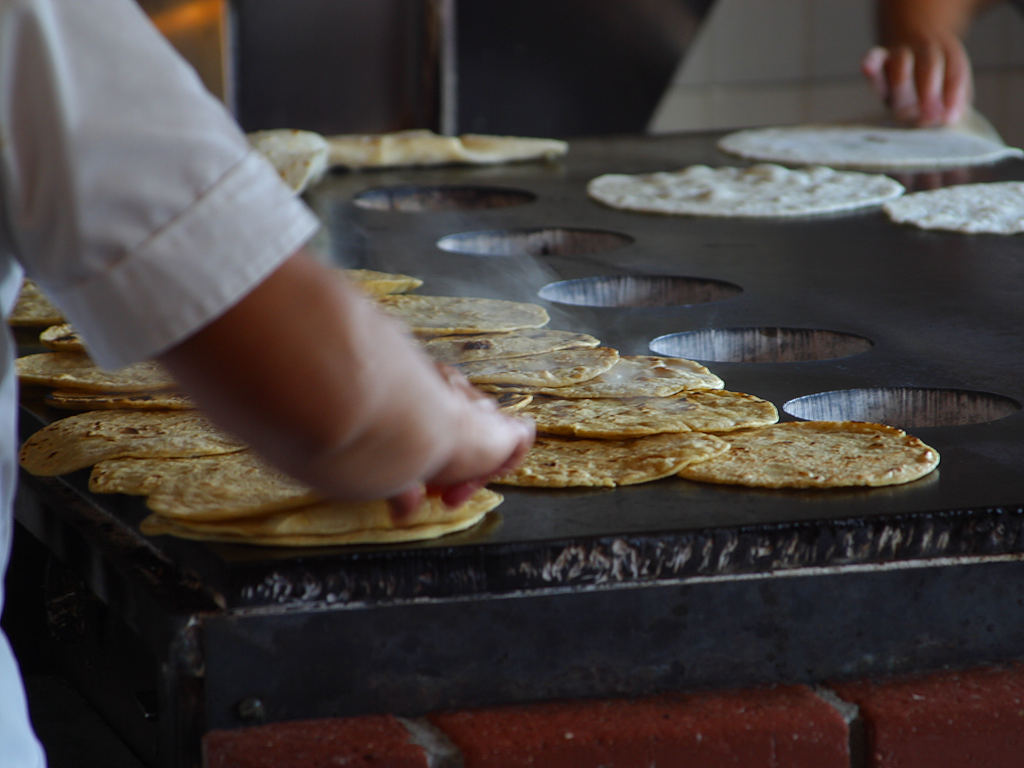
Elaboración mecánica de tortillas.

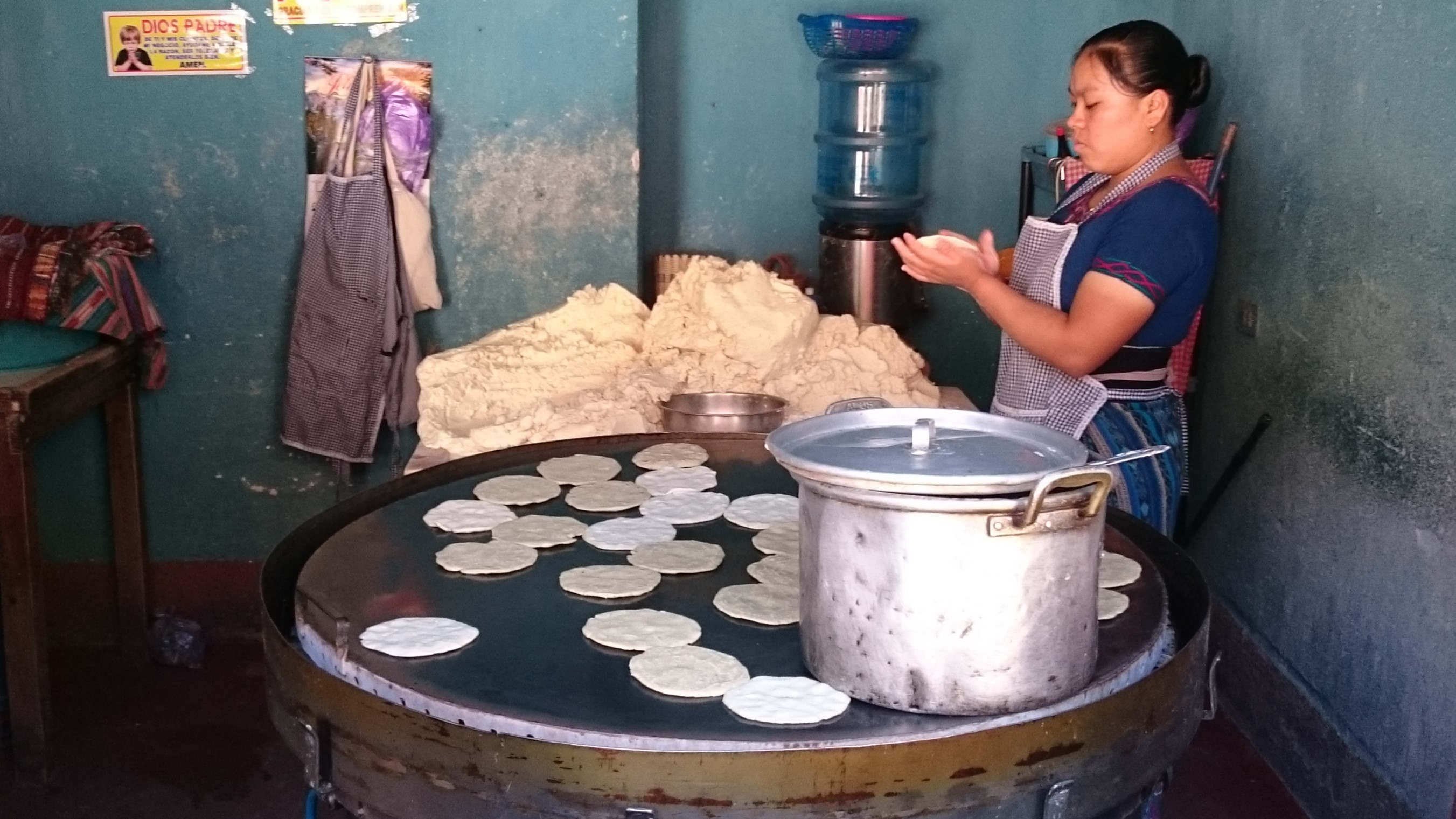
Elaboración de tortillas en Ciudad de Guatemala.

Desde épocas inmemoriales, las tortillas de maíz que se consumen en México fueron hechas a mano. En México y Centroamérica se emplea el verbo tortear con la acepción de "hacer tortillas de maíz aplanando la bola de masa". No solo la confección de las tortillas propiamente dicha de las tortillas sino también la nixtamalización del maíz y la molienda del nixtamal para producir la masa se realizaba exclusivamente con trabajo humano y herramientas milenarias (metates con metlapiles para moler la masa, comales para cocer la tortilla).
Hacia el final del siglo XIX comenzaron a fabricarse en México los primeros utensilios mecánicos para hacer tortillas, llamados prensas para tortilla, o bien tortilleras o tortilladoras de aplastón. Se trata de artefactos que cuentan con dos planchas unidas por una bisagra, y una palanca; pueden ser de madera o de metal. Sobre una de las planchas se coloca una bola de masa de maíz que será aplastado por la otra plancha mediante la presión ejercida sobre la palanca. De esta manera se obtiene el disco de maíz que luego de cocido se convertirá en tortilla. También en la segunda mitad del siglo XIX fue introducido el molino de mano para la preparación de la masa de maíz, como sustituto del metate de basalto. Tanto las tortilladora de aplastón como los molinos de mano siguen siendo empleados hasta la actualidad. A lo largo de la primera mitad del siglo XX aparecerán nuevas, algunas semimanuales, como las ideadas por Salvador Guzmán en 1935 y la fabricada por Félix Rábago en 1936. Ambas consisten en dos planchas de metal, pero sustituyen la palanca por un rasero que extiende la masa de nixtamal en el agujero circular que se encuentra en la plancha superior, de modo que al levantar ésta se obtiene el disco de masa.
De modo alterno a estas tortilladora de doble plancha aparecen más tarde las máquinas de rodillos, principio fundamental de las tortilladoras industriales de la actualidad. La primera de ellas es la de Luis Romero, de 1910. Cinco años después, la Compañía La India fabricó su máquina de rodillos con cocimiento automático. La máquina de La India hizo innecesario el uso de un comal externo para el cocimiento de la tortilla. Desde la década de los cuarenta se emplean mayoritariamente las tortilladoras patentadas por Fausto Celorio (1947) y Óscar Verástegui (1957), que pueden producir entre 3000 y 10,000 tortillas por hora, dependiendo del modelo.

### Ventajas ecológicas en la producción de harina de maíz frente al nixtamal
El proceso de nixtamalización sigue generando una elevada contaminación del líquido mezclado que se tira al drenaje y llega a lagos y ríos. Adicionalmente, por cada tonelada de maíz que se lava y procesa, se ocupan entre dos mil y tres mil litros de agua.
Entre las ventajas que ofrece la producción de harina de maíz se encuentran:
- Reducción de 81% del consumo de agua.
- Ahorro del 55% en el uso de gas para cocer el maíz.
- Ahorro de combustible en el proceso de cocimiento de maíz, reduciendo las emisiones de efecto invernadero a la atmósfera en un equivalente a 133 millones de kilogramos de bióxido de carbono.
- Reducción de los problemas de drenaje y alcantarillado doméstico al disminuir las descargas de agua residual con desperdicios sólidos del orden de 88%.
- Reduce en un 88% de las descargas de aguas residuales evitando que vayan al drenaje 6.18 millones de metros cúbicos de aguas contaminantes son algunas de las ventajas que posibilita la elabora.[21]

### Las tortillas en la actualidad
Las tortillas se consumen todos los días. Las fábricas de tortillas (tortillerías) son muy comunes,  en México, El Salvador, Honduras y en Guatemala, se pueden encontrar en cualquier ciudad, pueblo, colonia o en una misma calle.
En México las tortillerías trabajan desde  la mañana cuando se prepara la harina hasta la tarde-noche (alrededor de las 6 de la tarde). En Guatemala se manejan horarios similares,  llegando incluso a las nueve horas de la noche. En algunos supermercados y tiendas de abarrotes también se pueden adquirir tortillas.
La tortilla es un alimento que se consume durante todo el año, en cualquier ocasión, con todo tipo de comidas. Se pueden hacer tacos con cualquier ingrediente aunque lo más común es prepararlos con carnes.
Usando la tortilla se pueden preparar otros alimentos como: tacos, totopos, tostadas, enchiladas, enfrijoladas, entomatadas, sopa de tortilla, quesadillas, chalupas, flautas, burritos, tacos dorados, sincronizadas, tostadas, chilaquiles. Con la tortilla se pueden preparar tacos sirviendo cualquier alimento en el interior de la tortilla.
Las tortillas han subido de popularidad en otros países del mundo, especialmente en Estados Unidos y en Europa debido a la cocina mexicana que ha sido aceptada en esos países y en gran medida a la versatilidad del taco mexicano que puede ser preparado prácticamente con cualquier alimento.
Entre los productos de supermercados en el siglo XXI, es común encontrar paquetes de tortillas, en bolsa de plástico, empacadas y refrigeradas. Éstas, por lo general, son menos favorecidas que las originales, hechas a mano y cocidas sobre el comal en el momento mismo de confeccionar los alimentos.

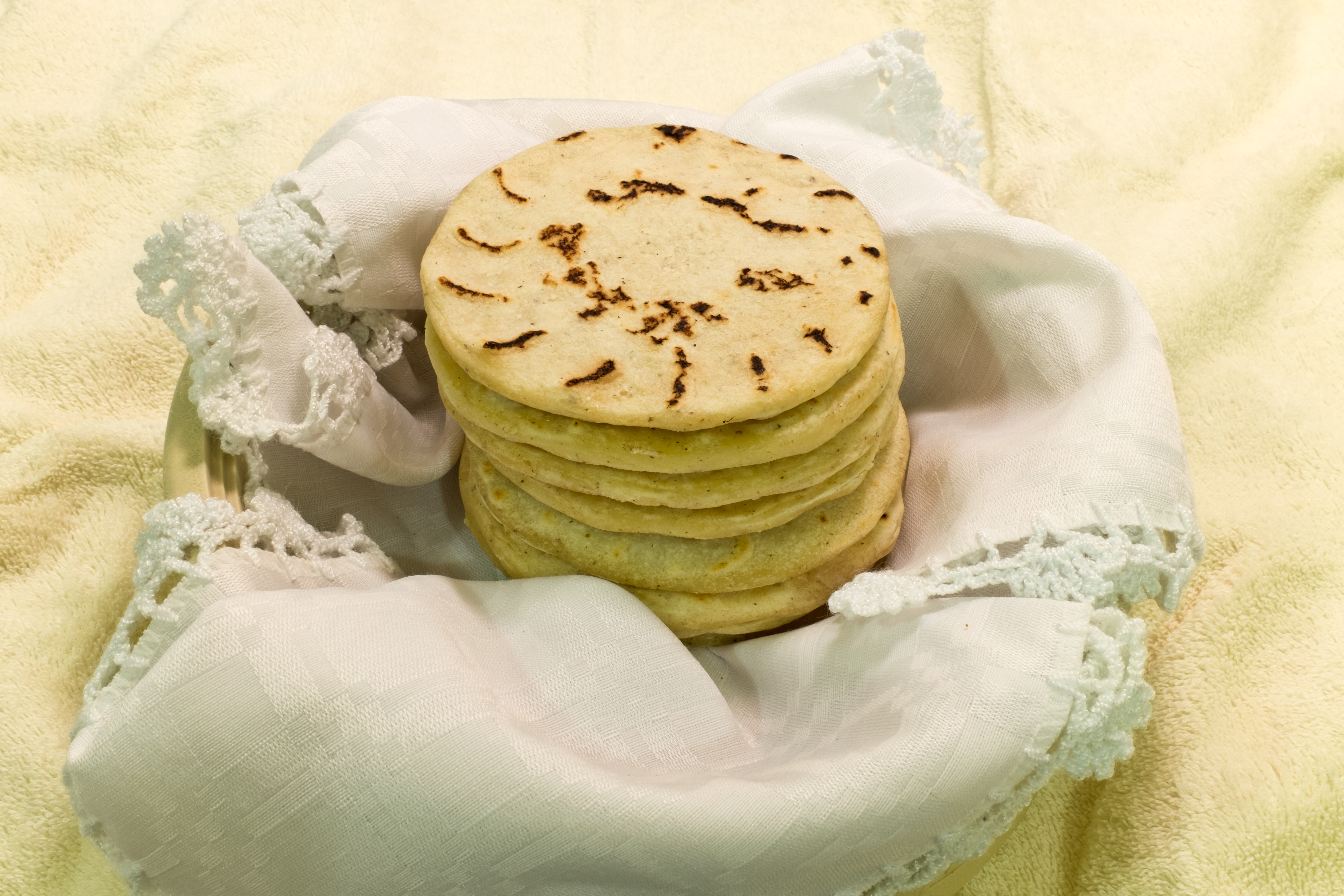
Tortillas salvadoreñas, hechas a mano. Son 5mm de grueso y 10cm de diámetro.

En América Central predominan las popularmente llamadas tortillas de mano y su precio muchas veces es más elevado que el de las tortillas hechas en máquina, la tortilla un poco más gruesa donde por ejemplo en El Salvador el promedio es de un centímetro. Hoy día, en lugar de cocinarlas a leña —que todavía existen lugares en que se calientan así— las cocinan en comales especiales para ello, utilizando el gas LP de uso doméstico. También en El Salvador, existe la chenga que es una tortilla bien ancha y gruesa, sobre lo cual se coloca comida (como un plato comestible) para los trabajadores de fincas y cafetales.

### Coloquialismos y expresiones
El concepto de la tortilla y sus características se han utilizado para ilustrar o ensalsar la comunicación:
- "A falta de pan... tortillas". Se utiliza cuando uno debe conformarse con la segunda opción. En España, se dice A falta de pan, buenas son tortas.
- "Se le volteó la tortilla". Se refiere a un cambio repentino en los planes, generalmente un cambio no favorable.
- "Con copia" o "doble". Se refiere a que un taco está hecho con dos tortillas.
- "Le ponen los cuernos". Se refiere a un tipo de superstición que se dice cuando un taco está elaborado sobre el lado "erróneo" de la tortilla, y esto es indicativo de que la persona que está preparando el taco sufre de un engaño romántico.
- "¡Quedó como tortilla!". Significa que algo ha sido aplastado.
- "Alguien tiene hambre". Se refiere a un tipo de superstición en la cual se dice que si uno acumula al menos dos pedazos de diferentes tortillas a la hora de comer, alguna persona tiene hambre.
- Los términos "tortilla" y "tortillera" pueden ser usados en forma peyorativa en algunas regiones España y Latinoamérica para referirse a la mujer lesbiana.
- El nombre del estado más pequeño de la República Mexicana hace referencia a este alimento: «Tlaxcala», en náhuatl, significa «lugar donde hacen tortillas» o «lugar de -pan o tortilla- de maíz».